# Wiener Werkstätte
Die Wiener Werkstätte GmbH (WW) war eine Produktionsgemeinschaft bildender Künstler.
Gründungsmitglieder im Jahr 1903 waren Josef Hoffmann, Koloman Moser und der Industrielle Fritz Waerndorfer, der sich als Kunstmäzen einen Namen machte. Am 2. September 1905 nahm die WW Carl Otto Czeschka als weiteren Gestalter (Designer) unter Vertrag. Vorbild war das britische Arts and Crafts Movement. Ziel der Werkstätte war die Erneuerung des Kunstbegriffes auf dem Bereich des Kunstgewerbes. Sie arbeitete hier mit der Wiener Secession und der Wiener Kunstgewerbeschule zusammen. Produziert wurden sowohl Alltagsgegenstände als auch Schmuck und Möbel. Zeitweise waren die Künstler der Wiener Werkstätte so erfolgreich, dass Verkaufsstellen in New York, Berlin und Zürich eingerichtet wurden. Von 1905 bis 1911 errichtete Josef Hoffmann das Palais Stoclet in Brüssel und das Sanatorium in Purkersdorf. Die Ausstattungen stammten ausschließlich von der Wiener Werkstätte. Im Zuge der Weltwirtschaftskrise kam es zum Einbruch der Verkaufszahlen, da die Zielgruppe, das Bürgertum, verarmte. 1926 konnte sich das Unternehmen nur knapp durch Ausgleich vor dem Konkurs bewahren. 1932 war der Bankrott nicht mehr abzuwenden.

## Geschichte
Die Gemeinschaft strebte im Zusammenhang mit der Wiener Kunstgewerbeschule und der Wiener Secession eine Erneuerung der Kunst auf Basis handwerklicher Gediegenheit an. Wien sollte zum Zentrum geschmacklicher Kultur auf dem Gebiet des Kunstgewerbes werden. Das Unternehmen, gelegentlich auch bezeichnet als: Wiener Werkstatt, Vienna Workshop, Wiener Werkstaetten oder Wiener Werkstätten, hatte eine klare Zielsetzung: die gesamten Lebensbereiche des Menschen gestalterisch zu vereinen, im Sinne eines Gesamtkunstwerkes.
Dies begann mit der Schaffung fortschrittlicher Arbeitsbedingungen für Handwerker und endete mit dem Wunsch, alles neu zu gestalten, egal ob Alltags- oder Schmuckgegenstände. Ziel war, nur Gegenstände außerordentlicher Eigenständigkeit und Schönheit herzustellen. So legte man sehr großen Wert auf exquisite handwerkliche Verarbeitung, nach der Devise: „Lieber zehn Tage an einem Gegenstand arbeiten, als zehn Gegenstände an einem Tag zu produzieren.“ Das besondere Verdienst der Wiener Werkstätte lag in der Überwindung der wuchernden Jugendstilornamentik belgischen und französischen Stils. Nun dominierten geometrisch-abstrakte Formen, die das Kunsthandwerk des gesamten 20. Jahrhunderts beeinflussten.
Der Sitz des Unternehmens befand sich in Wien-Neubau, Neustiftgasse 32–34, wo ein Gewerbebau adaptiert wurde. 1907 wurde ein Verkaufsgeschäft im Stadtzentrum, 1., Graben 15, eröffnet. Ab 1912 mietete man in einem an den Firmensitz angrenzenden Neubau von Otto Wagner (7., Döblergasse 4) weitere Räumlichkeiten.
In der Zeit nach 1907 war die Hamburgerin Helga Malmberg (* 1888, † 1967) von Fritz Waerndorfer für den Verkauf in der WW aus der Galerie Miethke abgeworben worden. 1961 beschreibt sie in ihrem Buch anschaulich, wie der Alltag damals bei der Wiener Werkstätte verlief.
Der zeitweilig sehr große Erfolg der kunstgewerblichen Artikel erlaubte die Einrichtung mehrerer Verkaufsstellen in Wien (ab 1916 / 1917 Verkaufslokal für Mode, 1., Kärntner Straße 41; ab 1917 / 1918 Verkaufslokal für Stoffe, Spitzen und Beleuchtungskörper, 1., Kärntner Straße 31) und die Gründung von Filialen im Ausland (Karlsbad 1909, Marienbad 1916 und Zürich), 1917–1919 von Dagobert Peche geleitet. In der Nachkriegszeit versuchte die Werkstätte (mit wenig Erfolg), ausländische Kunden zu gewinnen, da das inländische Bürgertum viel weniger kaufte als früher. Man richtete 1922 in New York und 1929 in Berlin Verkaufsgeschäfte ein. Auch in Breslau war die Werkstätte vertreten. Das Verkaufsbüro der „Wiener Werkstaette of America Inc.“ in New York, 581, Fifth Avenue / 2. Stock wurde von dem 1872 in Wien geborenen Joseph Urban geleitet. Weil sich nachhaltig keine Verkaufserfolge einstellten, wurde das Büro 1924 geschlossen.
Das Duo Hoffmann und Moser ergänzte einander so gut, dass es oft schwierig war, zwischen den Entwürfen zu unterscheiden. Nun konnte man in der eigenen Werkstätte gründliche Kenntnisse in der Behandlung der verschiedenen Materialien erwerben. Zu den Kunden der Wiener Werkstätte zählten hauptsächlich Künstler und die aufstrebende jüdische Ober- und Mittelschicht der Monarchie. Die Bekanntschaft Josef Hoffmanns mit Berta Zuckerkandl führte zum ersten großen Auftrag: dem Sanatorium Purkersdorf. Viktor Zuckerkandl, Bertas Schwager, plante dieses westlich von Wien.
Unter den Mitarbeitern der Werkstätte war auch rund ein Dutzend Frauen, „die damals entscheidend für den Stilwandel vom Jugendstil zum Art Déco der 20er-Jahre waren.“ Von Kritikern als „Wiener Weiberwirtschaft“ oder „Wiener Weiberkunstgewerbe“ verspottet, brachten es die Frauen zu einigem Erfolg. Vally Wieselthier etwa führte von 1922 bis 1927 ihre eigene Werkstätte, die Keramische Werkstätte Vally Wieselthier, und belieferte die Wiener Werkstätte mit Kommissionswaren, bevor sie 1928 in die USA übersiedelte. Gudrun Baudisch kam im August 1926 zur Keramikabteilung der Wiener Werkstätte, wechselte später zur Tonindustrie Scheibbs und gründete 1945 die Keramik Hallstatt. Weitere bekannte Künstlerinnen waren Reni Schaschl, Hilda Jesser und Susi Singer. Die Gründung der Tonindustrie Scheibbs 1923, die sich auf die Herstellung von Keramik spezialisierte, führte zu regem Austausch zwischen den Werkstätten, besonders durch Vally Wieselthier und Gudrun Baudisch.

### Schmuck

Firmenschild der Wiener Werkstätte in New York

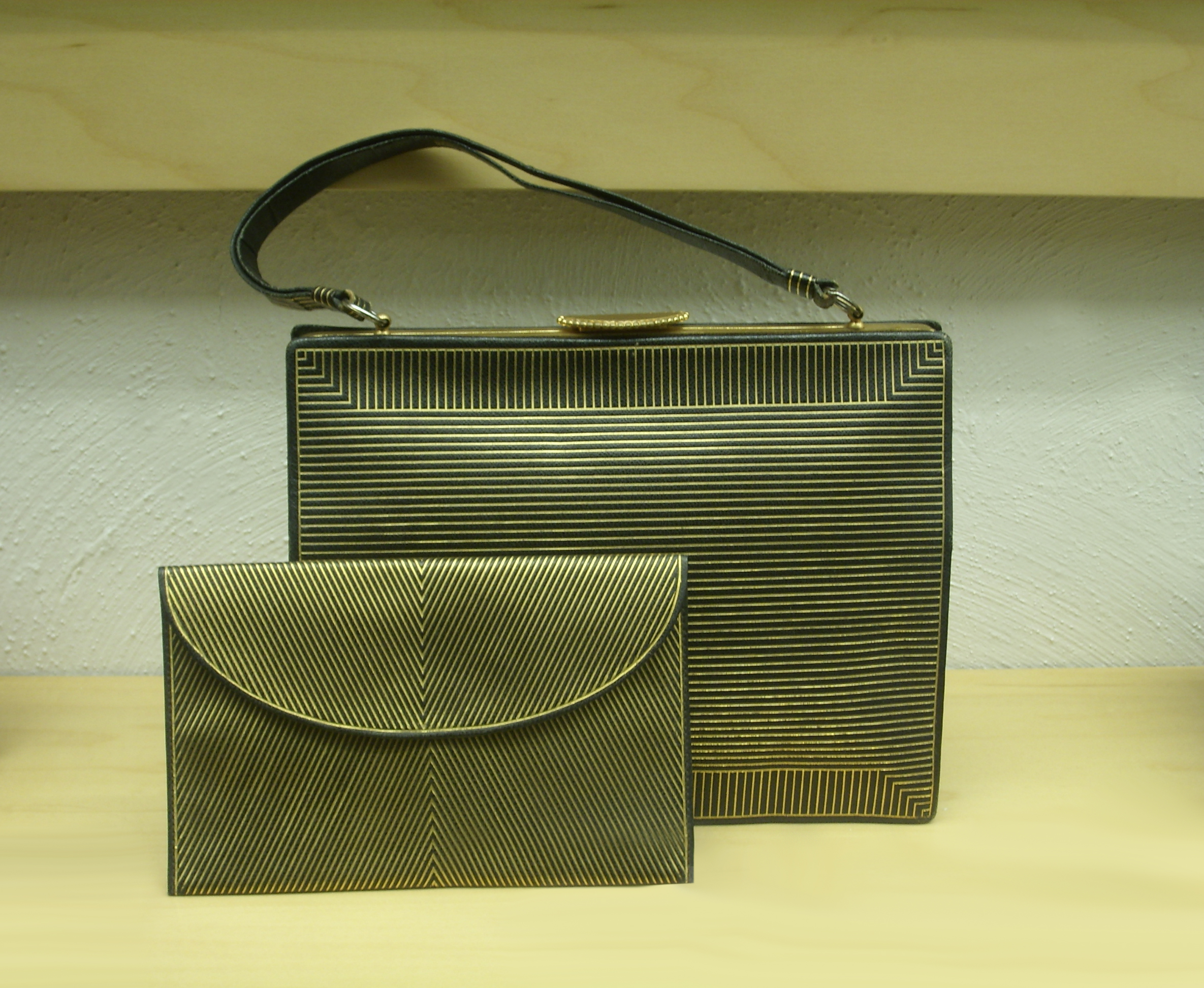
Taschen aus der Produktion der Wiener Werkstätte

Die Werkstätte stellte bereits im ersten Jahr Schmuck her. Dieser blieb bevorzugtes künstlerisches Medium. Der Einfluss Gustav Klimts zeigte sich am Beginn sehr deutlich: er inspirierte vor allem die Kunst Koloman Mosers, der ihm von allen Künstlern der Wiener Werkstätte am nächsten stand. Seine Silberkreationen sind von vielen Bildern bekannt, auf denen Emilie Flöge Koloman Mosers Schmuck zu Klimts Kleidern trägt. Vorwiegend Silber wurde gehämmert, getrieben, patiniert und zu Halsbändern, Ketten, Ringen und Broschen verarbeitet. Unter den Silberschmiede-Meistern der WW ist insbesondere Adolf Erbrich (1874–1940) zu nennen.
Dazu verwendeten die Künstler der Wiener Werkstätte Schmucksteine wie Achate, Karneole, Malachite und Amethyste, aber auch Lapis, Opale, Mondsteine und Korallen. Dagobert Peche setzte sich besonders mit der Elfenbeinschnitzerei auseinander.
Die Wiener Kunstgewerbeschule, wo sich die Schüler Josef Hoffmanns und Koloman Mosers auf dem Gebiet der Schmuckherstellung entfalten konnten, leistete Pionierarbeit für die Wiener Werkstätte. Um 1900 dominierte das florale Ornament bei Schmuckstücken wie auch bei anderen kunstgewerblichen Arbeiten. Der französische und asiatische, vor allem der japanische Einfluss, waren ebenfalls sehr bedeutend.
Eine 1908 von Josef Hoffmann für die Wiener Werkstätte entworfene Brosche konnte 2015 vom Wiener Auktionshaus „Im Kinsky“ um 529.200 € zugeschlagen werden.

### Möbel
Ab dem Jahr 1904 war eine eigene Tischlerwerkstätte an die Produktion angeschlossen. Diese fertigte jedoch nur einen geringen Teil der Wiener-Werkstätte-Möbel. Die Werkstätte beauftragte vielmehr die exzellenten Tischlereien Portois & Fix, Johann Soulek (Palais Stoclet, Haus Ast), Anton Ziprosch und Franz Gloser (Sanatorium Purkersdorf), Anton Herrgesell, Anton Pospisil, Friedrich Otto Schmidt und Johann Niedermoser mit der Herstellung der Möbel. Diese galten jedoch als entworfen und ausgeführt von der Wiener Werkstätte. Einige Historiker meinen deshalb, dass es nur sehr wenige originale Möbel der Werkstätte gäbe. Sie gehen davon aus, dass bei Zuschreibung eines Kunstgegenstandes der Gründungsgedanke der Wiener Werkstätte maßgeblich sei: Eine Produktiv-Genossenschaft mit gleichberechtigten Künstlern und Handwerkern. Eine andere Auffassung widerspricht dem und sagt, dass die Möbel den hohen Ansprüchen der Werkstätte entsprächen. Die Stücke wurden außerdem in den Schauräumen der Wiener Werkstätte ausgestellt und verkauft. Einige Exemplare sind signiert. Ergänzend zu den Entwürfen für die Wiener Werkstätte ist Hoffmanns Bedeutung als führender Industriedesigner bei seinen Entwürfen für die Bugholzmöbelindustrie nicht hoch genug einzuschätzen. Diese zeichnen sich durch einfache Formen und zeitlose Eleganz aus. Es war die Firma Jacob & Josef Kohn, die diese Möbel einem internationalen Publikum nahegebracht hat.

### Textilien und Keramik

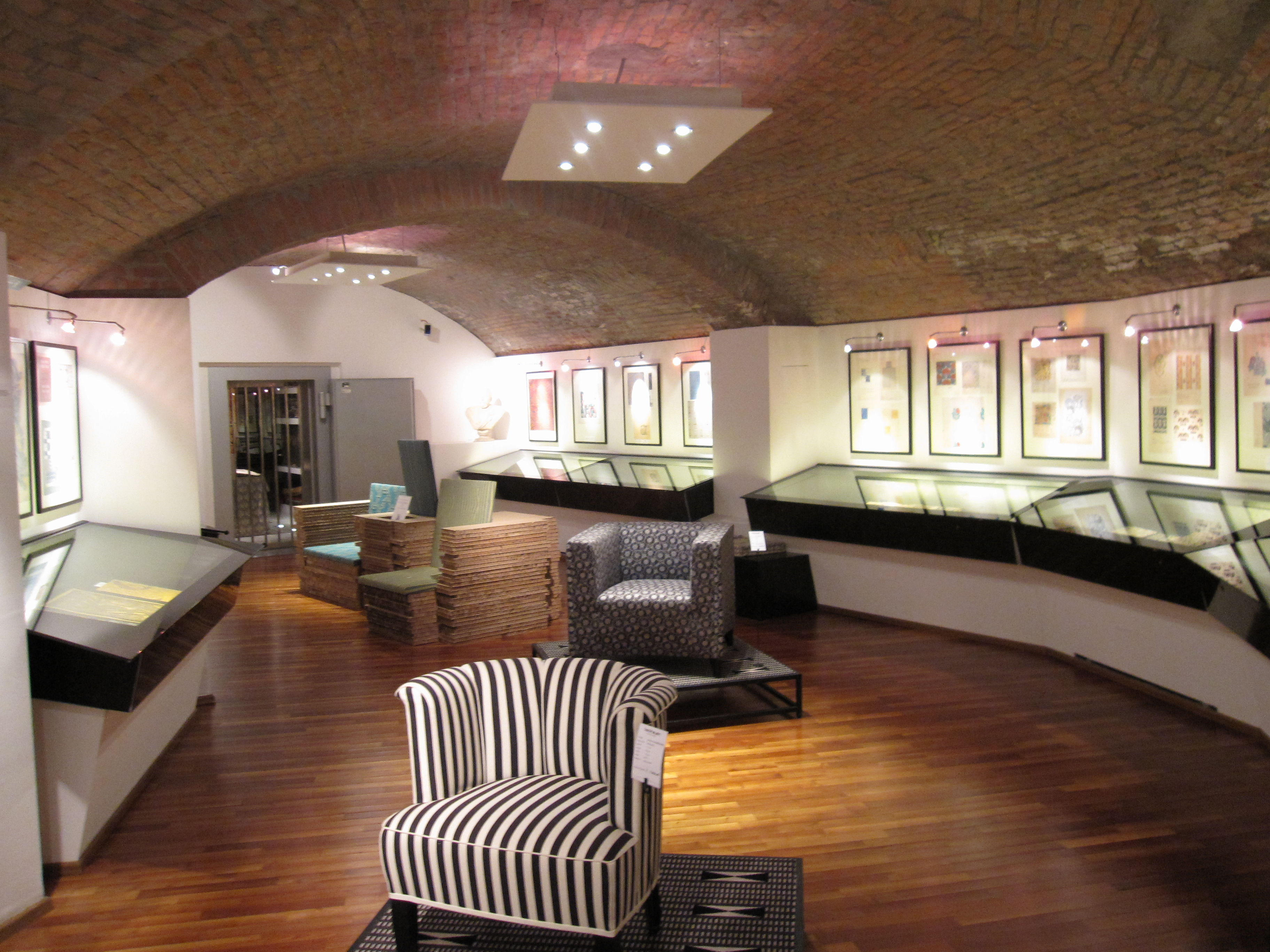
Wiener Werkstätte Museum bei der Firma Backhausen in Wien

Von der Wiener Werkstätte wurden ab 1905 weiter handbemalte und bedruckte Seidenstoffe sowie Teppiche hergestellt. Für die maschinell bedruckten und gewebten Textilien war die Firma Joh. Backhausen & Söhne zuständig. Neben Arbeiten in Leder, Email oder Postkarten verfügte die Wiener Werkstätte sogar über eine Hutabteilung und eine bedeutende Keramikherstellung.

### Ansichtskarten

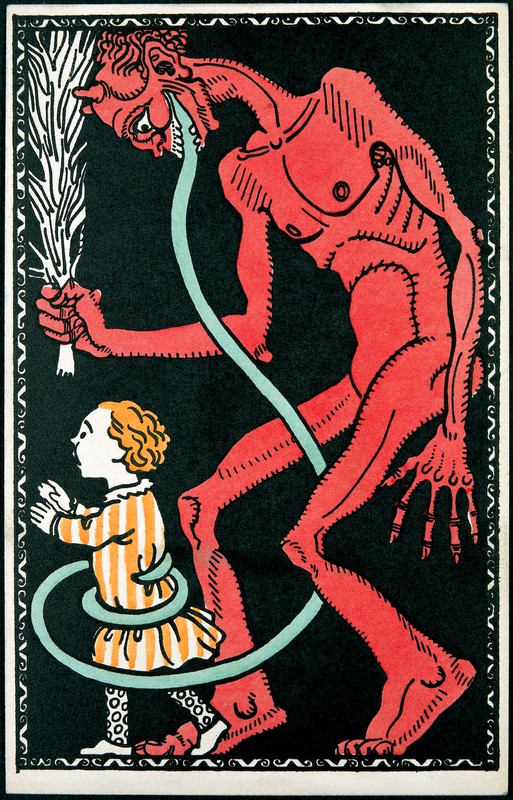
Für 11.000,- Euro im Jahr 2003 versteigerte Postkarte „Krampus mit Kind“;
Künstlerpostkarte Nummer 542 der Wiener Werkstätte, anonymer Künstler, um 1911

Es wurden über 1000 verschiedene Künstlerpostkarten veröffentlicht, wovon Oskar Kokoschka dreizehn Ansichtskarten gestaltete. Andere Künstler waren Mela Köhler, Egon Schiele, Fritzi Löw und Ludwig Heinrich Jungnickel. Von insgesamt 48 verschiedenen Künstlern wurden sie entworfen. Diese Karten wurden ab 1908 fortlaufend nummeriert und werden heute von Sammlern hoch gehandelt. Die geschätzten Auflagen betrugen zwischen 200 und 1000 Stück. Die Karten wurden von 1908 bis 1915 gedruckt. Zentralverkaufsstelle der Postkarten war das 1907 errichtete Stadtlokal der Wiener Werkstätte am Graben 15 und gegenüber am Graben 16, aber auch die Filialen in Zürich und in Marienbad verkauften die Karten. Eine der teuersten in Mitteleuropa gehandelten Ansichtskarten (Krampus mit Kind) stammt aus der Wiener Werkstätte und wurde am 12. Oktober 2003 um 11.000 Euro versteigert.

### Signaturen
Ein großer Teil der in der Wiener Werkstätte hergestellten oder von ihr verlegten Objekte wurden mit dem Signet der Wiener Werkstätte, dem Monogramm des Entwerfers und des ausführenden Handwerkers versehen. Bis Anfang der 1920er Jahre war auch die Rosenmarke und bei Silberarbeiten der Silberfeingehalt eingeprägt.
Die Wiener Werkstätte verfügte im Jahre 1905 über etwa 100 Mitarbeiter. Davon waren 37 Handwerksmeister.

### Palais Stoclet
1905–1912 entstand nach Entwürfen von Josef Hoffmann das Palais Stoclet in Brüssel, das zur Gänze von der Wiener Werkstätte ausgeführt wurde. Gustav Klimt wurde in diesem Rahmen mit einem in der Wiener Werkstätte auszuführenden Fries (sog. Stoclet-Fries) für den Speisesaal des Palais beauftragt, dessen Übertragungszeichnungen heute im Museum für angewandte Kunst (Wien) aufbewahrt werden. Es gilt als eines der wenigen Gesamtkunstwerke aus der ersten Hälfte des 20. Jahrhunderts.

### Gegensatz zwischen Wiener Werkstätte und Adolf Loos
Im krassen Gegensatz zur Auffassung Josef Hoffmanns und der Wiener Werkstätte vom „Gesamtkunstwerk“, das Kunst und Handwerk auf einer Ebene verband, stand der Wiener Architekt Adolf Loos. In seinen Artikeln (Ornament und Verbrechen, 1908, Die Potemkinsche Stadt) stellte er sich gegen den Jugendstil, die Wiener Werkstätte und Josef Hoffmann, dessen in späteren Jahren entwickelten Formenreichtum er unentwegt geißelte. Als einer der entscheidenden Auffassungsunterschiede zwischen Adolf Loos und Josef Hoffmann kann die klare Unterscheidung zwischen Kunstwerk und Gebrauchsgegenstand, wie sie Loos vertrat, gelten. Dessen ungeachtet kann man sagen, dass diese Kontroverse nachträglich höher bewertet wurde. Vergleicht man nämlich die moderaten Werke des Adolf Loos mit seinen radikalen Worten, kann man erkennen, dass seine Feindschaft gegenüber den Ornamentikern vorwiegend polemischer Natur war.

### 1914–1918
Anfang 1914 wäre die Wiener Werkstätte beinahe bankrottgegangen, obwohl Waerndorfer als kaufmännischer Direktor einen Großteil seines eigenen Vermögens aufwendete, um sie zu erhalten (Bonyhady) und deshalb 1913 privat Konkurs anmelden musste. Künstler, Designer und Mäzene um Josef Hoffmann trugen zur Refinanzierung bei. Otto Primavesi und seine (von Klimt porträtierte) Frau Eugenie investierten 1915 100.000 Kronen, Primavesi übernahm den Vorsitz im Aufsichtsrat. Moritz Gallia, dessen Frau Hermine ebenfalls von Klimt porträtiert worden war, investierte 20.000 Kronen und wurde stellvertretender Aufsichtsratsvorsitzender. Waerndorfer fühlte sich hinausgedrängt.
Von den Kriegsjahren 1914–1918 an setzte eine neue Künstlergeneration Impulse für die Wiener Werkstätte. Wegen der tristen wirtschaftlichen Lage wurde jedoch immer wieder die Pracht der Ausstattung kritisiert. Da die Männer an den Weltkriegsfronten kämpften und/oder fielen, wurde die künstlerische Entwicklung der Wiener Werkstätte in den Kriegsjahren vorwiegend von weiblicher Handschrift geprägt. Die besondere Ausnahme war Dagobert Peche, der ab 1915 künstlerischer Mitarbeiter der Werkstätte wurde und 1917–1919 die Filiale an der Bahnhofstrasse in Zürich leitete, die bis 1926 bestand. Als „Jahrhundertgenie des Ornaments“ (Moser) stachelte er den Unmut des Kritikers Loos an. Angeblich hat der 1923 verstorbene Peche, da seine späten Arbeiten mit ihrem barocken Erscheinungsbild nicht mehr dem Zeitgeschmack entsprachen, zum Niedergang der Wiener Werkstätte beigetragen.

### Das Ende der Wiener Werkstätte
Waerndorfer kostete seine Leidenschaft für die Wiener Werkstätte sowie der beginnende Erste Weltkrieg sein gesamtes Vermögen. Dieses Schicksal sollte auch die Primavesis ereilen. Die wirtschaftlichen Probleme des Unternehmens in der Zeit nach dem Ersten Weltkrieg trafen mit der enormen Inflation in „Rest-Österreich“ zusammen. 1922 beteiligten sich die Wiener Werkstätte und Oskar Strnad mit dem Österreichischen Edelraum an der Deutschen Gewerbeschau München.
Otto Primavesi sah die wirtschaftlichen Probleme der GmbH, seine Frau Mäda wollte die elitäre Linie des Unternehmens aber unbedingt beibehalten; Otto übertrug ihr seine Anteile, die etwa sieben Neuntel der GmbH betrugen, und trennte sich in der Folge auch privat von Mäda. Am 25. Juni 1925 schied Otto Primavesi als Geschäftsführer aus; im Februar 1926 starb er, im April 1926 ging sein Bankhaus in Konkurs. Im Mai 1926 musste die Wiener Werkstätte GmbH den Ausgleich beantragen; zum Ausgleichsverwalter wurde Hermann Trenkwald, Direktor des Österreichischen Museums für Kunst und Industrie, bestellt.
Als die Gläubiger am 1. Juli 1926 auf 65 Prozent ihrer Forderungen verzichteten, konnte die GmbH mit Kuno Grohmann als neuem Geschäftsführer weiterarbeiten. Doch fehlte es wie in der Nachkriegszeit schon bisher an finanziell potenter Klientel. Das Bürgertum, die potentielle Käuferschicht der Wiener Werkstätte, hatte in den Inflationsjahren einen Gutteil seines Vermögens verloren.
In den Jahren 1926 bis 1929 schaffte man es nicht, am veränderten Markt orientierte Produkte anzubieten und den Betrieb seinen finanziellen Möglichkeiten entsprechend zu führen; Auftritte im Ausland brachten keine nachhaltige Verbesserung der Lage. Man litt ständig unter Verlusten und entschloss sich daher im Sommer 1932 zur Aufgabe des Betriebs. Die Restbestände der Wiener Werkstätte, etwa 7000 Objekte, wurden vom 5. bis zum 10. September 1932 im Auktionshaus für Alterthümer Glückselig mit meist sehr geringem Erlös versteigert. Im Oktober 1932 wurde das Unternehmen liquidiert.

## Künstlerische Mitarbeiter
Architektur, Inneneinrichtung und Möbel: Carl Breuer, Carl Otto Czeschka, Mathilde Flögl, Oswald Haerdtl, Philipp Häusler, Josef Hoffmann, Richard Luksch, Victor Lurje, Emanuel Josef Margold, Koloman Moser, Dagobert Peche, Otto Prutscher, Lilly Reich, Gustav Siegel, Joseph Urban, Carl Witzmann.
Metallarbeiten: Carl Otto Czeschka, Karl Hagenauer, Josef Hoffmann, Marianne Leisching, Berthold Löffler, Franz Metzner, Koloman Moser, Dagobert Peche, Otto Prutscher, Max Snischeck, Joseph Urban, Valentin Zeileis, Julius Zimpel.
Keramik: Gudrun Baudisch, Lotte Calm, Eva Frieberger, Josef Hoffmann, Hilda Jesser, Eduard Klablena, Rose Krenn, Johanna Künzli, Dina Kuhn, Bertold Löffler, Richard Luksch, Grete Neuwalder, Dagobert Peche, Ida Schwetz-Lehmann, Jutta Sika, Susi Singer und Vally Wieselthier. Viele der Keramiker entwarfen auch Modelle für andere Wiener Manufakturen wie Friedrich Goldscheider und Porzellanmanufaktur Augarten.
Glas: Maria Vera Brunner, Josef Hoffmann, Robert Holubetz, Hilda Jesser, Koloman Moser, Dagobert Peche, Michael Powolny, Otto Prutscher, Ena Rottenberg, Gertrud Weinberger und Julius Zimpel.
Holz und Diverses: Josef Hoffmann, Fritzi Löw, Dagobert Peche, Emmy Rothziegel, Richard Teschner und Vally Wieselthier.
Mode, Schmuck und Accessoires: Gertrud Brandt, Lotte Calm, Christa Ehrlich, Trude Hochmann, Josef Hoffmann, Mela Köhler, Maria Likarz, Berthold Löffler, Fritzi Löw, Koloman Moser, Dagobert Peche, Jossy Podboy-Grasel (Hutdirektrice), Emmy Rothziegel, Ena Rottenberg, Reni Schaschl, Agnes („Kitty“) Speyer, Amalie Szeps und Eduard Josef Wimmer-Wisgrill.
Textil: Mea Angerer, Fritzi Berger, Maria Vera Brunner, Lotte Calm, Mathilde Flögl, Lotte Fochler-Frömel, Josef Hoffmann, Hilda Jesser, Ludwig Heinrich Jungnickel, Rose Krenn, Marianne Leisching, Maria Likarz, Rita Luzzatte, Wilhelm Martens, Koloman Moser, Dagobert Peche, Anna Rothziegel, Kitty Rix, Hilde Wagner-Ascher, Max Snischek und Franz von Zülow und Martha Alber.
Grafik und Druckgrafik: Mea Angerer, Fritzi Berger, Carl Otto Czeschka, Franz Karl Delavilla, Josef Diveky, Anton Faistauer, Remigius Geyling, Heddi Hirsch, Emil Hoppe, Ludwig Heinrich Jungnickel, Hans Kalmsteiner, Rudolf Kalvach, Mela Köhler, Oskar Kokoschka, Rudolf von Larisch, Maria Likarz, Berthold Löffler, Moriz Jung, Editha Moser, Koloman Moser, Dagobert Peche, Kitty Rix, Alfred Roller, Egon Schiele, Agnes Speyer. (Ver Sacrum; Beethoven exhibition catalogue und „Kachelalmanach“)
Bildende Kunst: Leopold Forstner, Heddi Hirsch, Josef Hoffmann, Ludwig Heinrich Jungnickel, Gustav Klimt, Oskar Kokoschka, Max Kurzweil, Berthold Löffler, Koloman Moser, Emil Orlik und Egon Schiele.
Die Wiener Werkstätte wirkte als Verleger oder Kommissionär von Produkten folgender Firmen: Wiener Keramik, Eduard Klablena, Kaulitz, Bachmann, Cloeter, Lobmeyr, Meyr’s Neffe, Moser-Karlsbad, Oertel Kristallglas, Schappel, Loetz Witwe, Tiroler Glashütte, Pfeiffer & Löwenstein, Böcke, Kaiser, Petzold, Berger, Rosenbaum, Schmidt, Backhausen, Portois & Fix, Johann Soulek (Palais Stoclet, Haus Ast), Anton Herrgesell, Anton Pospisil, Friedrich Otto Schmidt, Tonindustrie Scheibbs, Johann Niedermoser, Anton Ziprosch und Franz Gloser (Purkersdorf).

## Die Frauen der Wiener Werkstätte
Unter den Künstlern der Wiener Werkstätte gab es zahlreiche Frauen:

Mathilde Flögl,
Lilly Reich,
Gudrun Baudisch,
Hilda Jesser,
Johanna Künzli,
Dina Kuhn,
Ida Schwetz-Lehmann,
Jutta Sika,
Susi Singer,
Vally Wieselthier,
Gertrud Weinberger,
Fritzi Löw,
Lotte Calm,
Christa Ehrlich,
Trude Hochmann,
Mela Köhler,
Maria Likarz,
Paula Lustig
Jossy Podboy-Grasel,
Anna Rothziegel,
Reni Schaschl,
Agnes („Kitty“) Speyer,
Amalie Szeps,
Lotte Fochler-Frömel,
Rita Luzzatte,
Kitty Rix,
Felice Rix-Ueno,
Martha Alber,
Heddi Hirsch,
Editha Moser,
Therese Trethan.
Helene Bernatzik leitete ab 1916 die neu gegründete Künstlerwerkstätte der Wiener Werkstätte.
Das MAK – Museum für angewandte Kunst widmete sich 2021 in einer Ausstellung den Frauen der Wiener Werkstätte.

## Die handwerklichen Mitarbeiter
Folgende Mitarbeiter der Wiener Werkstätte hatten als Ausführende ein eigenes Monogramm (Stand 1905)
- Goldschmiede: Eugen Pflaumer (Meister), Josef Berger, Karl Ponocny, Anton Pribil, J. Sedlicky
- Silberschmiede: Josef Hossfeld (Meister), Karl Kallert (Meister), Eilfriede Berbalk, Josef Czech, Adolf Erbrich, Augustin Grötzbach, Josef Husnik, Alfred Mayer, Josef Wagner
- Metallarbeiter: Konrad Koch (Meister), Johann Blaschek, Franz Guggenbichler, Josef Holi, Karl Medl, Theodor Quereser, Konrad Schindel, Stanislaus Teyc, Adolf Wertnik, Valentin Zeileis
- Buchbinder: Karl Beitel (Meister), Ludwig Willner
- Lederarbeiter: Ferdinand Heider (Meister), Anton Ders, Franz Fischer, Paul Ruckendorfer
- Tischler: Franz Bonek, Alois Hoppe, Vinzenz Soukup, Wenzel Urbann, Josef Weber
- Lackiermeister: Adolf Roder
- Malerin: Therese Trethan

## Museum für Angewandte Kunst, MAK Wien
Das MAK Wien verwahrt die größte, in einem Museum vorhandene Sammlung von WW-Objekten und deckt damit die gesamte Schaffensperiode der Wiener Werkstätte ab. Unter anderem besitzt das MAK den umfassendsten Bestand an Möbeln, Objekten und Entwürfen Josef Hoffmanns weltweit. Das MAK ist ferner Eigentümer des Archivs der Wiener Werkstätte. Es umfasst 16.000 Entwurfszeichnungen, 20.000 Stoffmuster, Entwürfe für Postkarten, Modellbücher, Fotoalben und die Geschäftskorrespondenz. Zu seinem 100. Jahrestag im Jahre 1964 veranstaltete das MAK eine umfassende Ausstellung zur Wiener Werkstätte, 1967 wurde unter dem Titel Die Wiener Werkstätte. Modernes Kunsthandwerk von 1903 bis 1932 und 2003 zum 100-jährigen Jubiläum der Wiener Werkstätte eine weitere Schau mit dem Titel Der Preis der Schönheit – Zum 100. Geburtstag der Wiener Werkstätte gezeigt. Das gesamte Archiv der Wiener Werkstätte ist auf MAK-Sammlung online öffentlich zugänglich.

## Rechtsstreit um den Markennamen
1969 registrierte der Wiener Möbelhersteller Harald Jodlbauer sen. die nicht mehr geschützte Marke Wiener Werkstätten. Mitte der 1980er Jahre ereilten die Wiener Werkstätten wirtschaftliche Probleme, woraufhin 1986 der steirische Möbelhersteller KAPO das Unternehmen samt den Markenrechten übernahm. In den 2000er Jahren kam es zu einem Rechtsstreit um den Markennamen. Das Unternehmen, das seine Möbel nicht nach dem alten Vorbild der Wiener Werkstätte herstellt, benannte sich in Neue Wiener Werkstätte um.